# Cañón de campaña Schneider 75/28 modelo 1906
El cañón de campaña Schneider 75/28 modelo 1906 fue un cañón de tiro rápido diseñado por Schneider et Cie para su uso por el Ejército español. El modelo 1906 fue el primer cañón de tiro rápido de uso generalizado en los regimientos de artillería de campaña españoles, y se mantuvo en servicio durante más de cuatro décadas.

## Historia
La rápida evolución de la tecnología artillera al final del siglo XIX, con la novedosa fabricación de cañones de acero y de tiro rápido, hicieron que el parque artillero español requiriera urgente renovación. Mientras que las armas individuales de infantería ya estaban a la altura o superaban las de otras potencias, la artillería de campaña estaba todavía mayormente equipada con piezas de hierro y acero fundido y de bronce de diseños obsoletos y de baja cadencia de fuego. Ya en 1901 se decidió, como medida interina, comprar piezas de más moderno diseño: de acero forjado y templado, y de tiro acelerado o rápido. Se acabaron comprando 144 cañones de 75 mm: 96 a la casa Saint-Chamond, 24 a Krupp y 24 a Schneider-Cannet. Estos tres tipos fueron especificados de forma que pudieran compartir la misma munición, incluso empleaban los mismos armones producidos por Krupp, pero no eran idénticos, con los Schneider-Canet pudiendo disparar más rápido que los Saint-Chamond y los Krupp. El número adquirido solo era suficiente para equipar las baterías de seis regimientos, cuando el número de regimientos montados divisionarios era de doce y también se necesitaba equipar al regimiento a caballo y a baterías montadas sueltas extrapeninsulares.

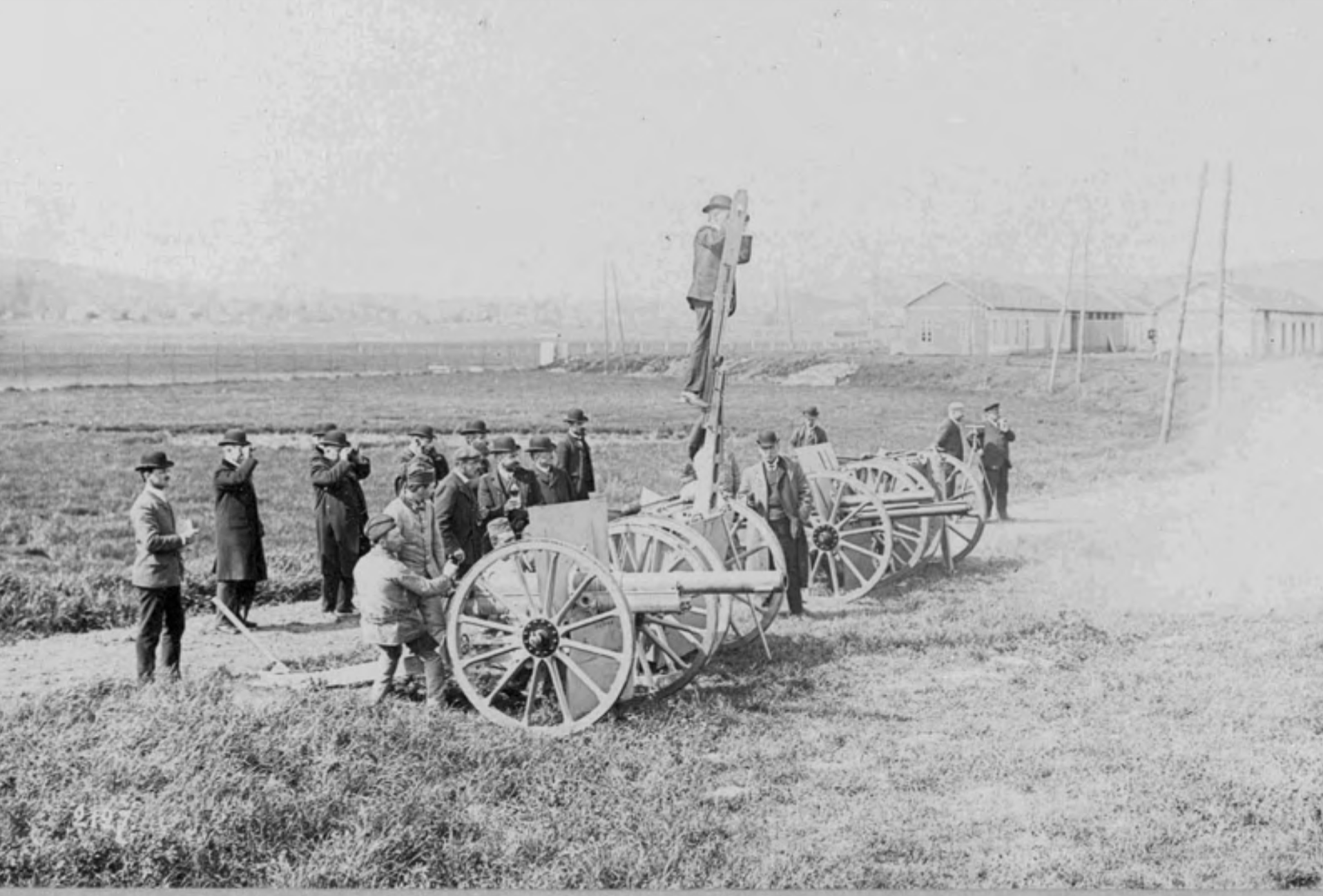
La comisión de Artillería española visitando el campo de tiro de Harfleur para probar las piezas Schneider-Canet en 1904, con uno de los integrantes de la comisión subido al observatorio.

Una nueva junta de jefes y oficiales de artillería fue comisionada en 1903 para visitar los principales fabricantes europeos y examinar y probar los modelos más avanzados y también para evaluar la posibilidad de coproducir los nuevos materiales en fábricas españolas. Tras negociar con los proveedores, y a propuesta del entonces ministro de la guerra, Valeriano Weyler, se aprobó la compra de 200 cañones de tiro rápido de 75 mm del último modelo de Schneider et Cie, junto con 48 retrotrenes observatorios, y los derechos para poder fabricar en España los otros retrotrenes, los armones y un número indeterminado de cañones adicionales. El diseño de Schneider fue adaptado para incrementar su compatibilidad con el material de 75 mm recientemente adquirido, incluyendo que pudiera utilizar idéntica munición, denominándose esta configuración como «modelo 1906».
Los primeros cuatro cañones y cuatro armones llegaron a Madrid el 27 de julio de 1907 y fueron sometidos a pruebas que resultaron altamente satisfactorias, requiriendo solo pequeñas modificaciones. Al mismo tiempo comenzó en la Fábrica de Armas de Trubia la fabricación de carros de municiones y armones para poder equipar todas las piezas a recibir. Otras fábricas nacionales, incluyendo la Real Fábrica de Artillería de Sevilla, también se prepararon para poder producir distintos elementos del nuevo modelo.
El nuevo cañón fue declarado reglamentario por real orden circular del 16 de marzo de 1908 con la denominación oficial de «cañón de acero de campaña de 7'5 cm., de tiro rápido, modelo 1906», abreviado como «C. Ac. Cpa. 7'5 cm., t. r., mod. 1906». Por real orden circular del 4 de abril del mismo año se especificó que la dotación de proyectiles constaría de granadas de metralla, granadas ordinarias de una sola pared y granadas rompedoras. Las primeras debían ser el 64% de la dotación, las segundas el 16% y las terceras el 20%, con las granadas rompedoras teniendo que transportarse en un quinto carro de municiones y no debiendo ser utilizadas durante el tiro rápido.

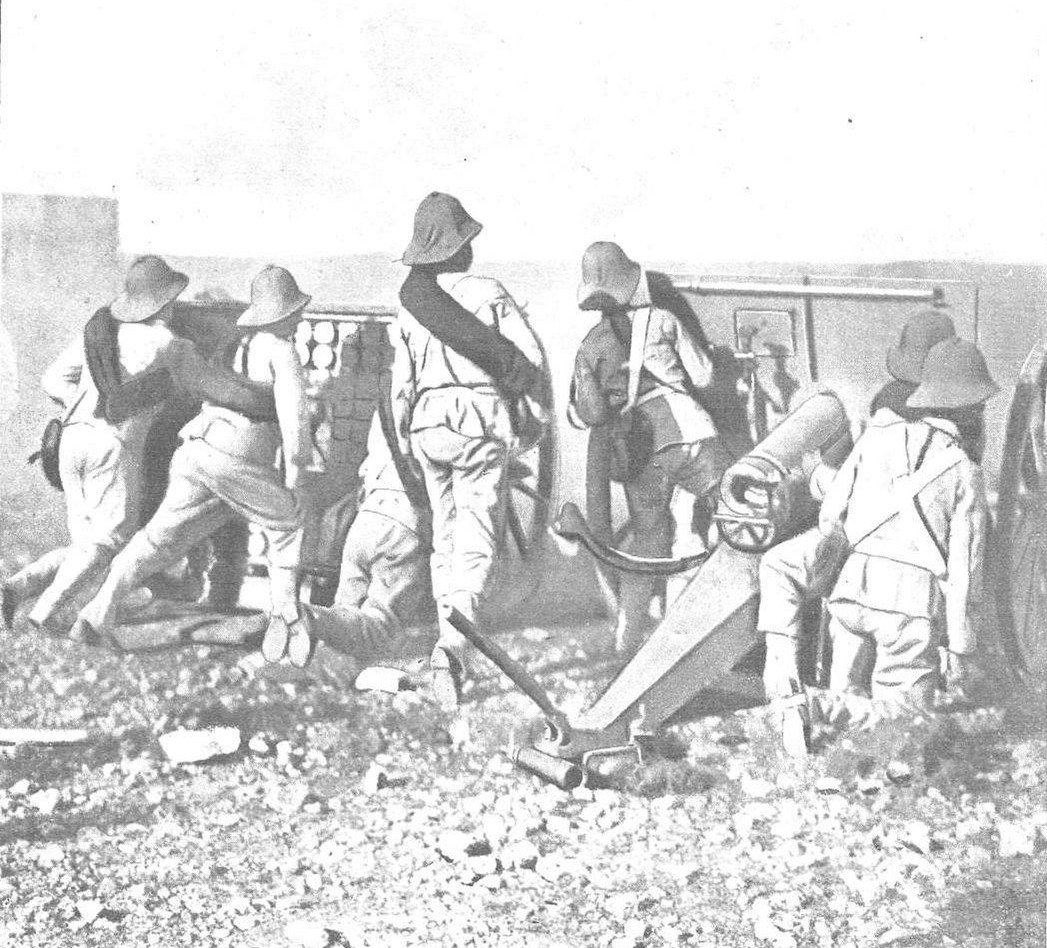
Haciendo fuego contra el poblado de Beni-Sicar. Retrotrén a la izquierda y cañón a la derecha.

El bautismo de fuego de los nuevos cañones no se hizo esperar, ya que la situación de Melilla en 1909 requirió el envío de refuerzos que incluyeron baterías del nuevo modelo. Su desempeño en combate se consideró muy satisfactorio. Los envíos de Schneider concluyeron en 1909, recibiéndose también la documentación completa para poder fabricar más piezas. En 1910 se había encargado la producción de otras 72 piezas en España. Las primeras piezas de construcción nacional se completaron en 1911, con Trubia produciendo baterías completas y suministrando tubos, manguitos, cunas, chapas y aceros a la Fábrica de Sevilla para también producir allí las piezas. La Fábrica de Sevilla producía también granadas para los cañones, mientras que la Maestranza de Sevilla y el Parque de Barcelona producían ruedas, la Fábrica de Granada, pólvora sin humo y explosivos, y la Pirotecnia de Sevilla, espoletas. En 1928 Sevilla ya había completado la producción de un total de 101 baterías. Según se recibieron las piezas, los cañones modelo 1906 fueron asignados a equipar las baterías de los doce regimientos de artillería montados y del de a caballo, con dos grupos de tres baterías de cuatro piezas por regimiento, así como a seis baterías montadas extrapeninsulares.

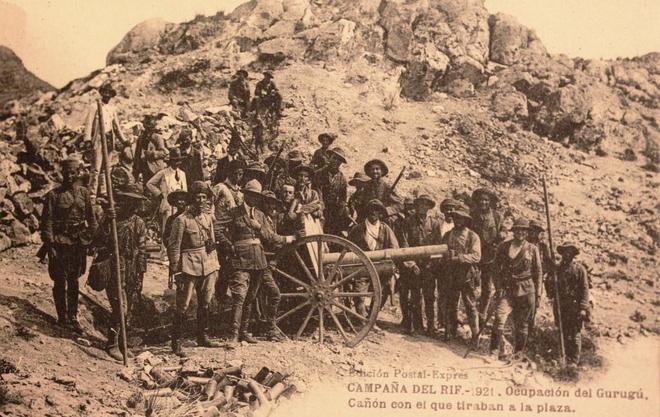
Tropas junto al cañón recuperado en el Gurugú.

Los cañones fueron empleados en la posterior guerra del Rif, con algunos de ellos cayendo en manos del enemigo, como uno que fue emplazado en el monte Gurugú y que los rifeños usaron para bombardear las posiciones españolas en Melilla y sus alrededores. Ese cañón fue recuperado cuando del Gurugú fue conquistado el 29 de septiembre de 1921.

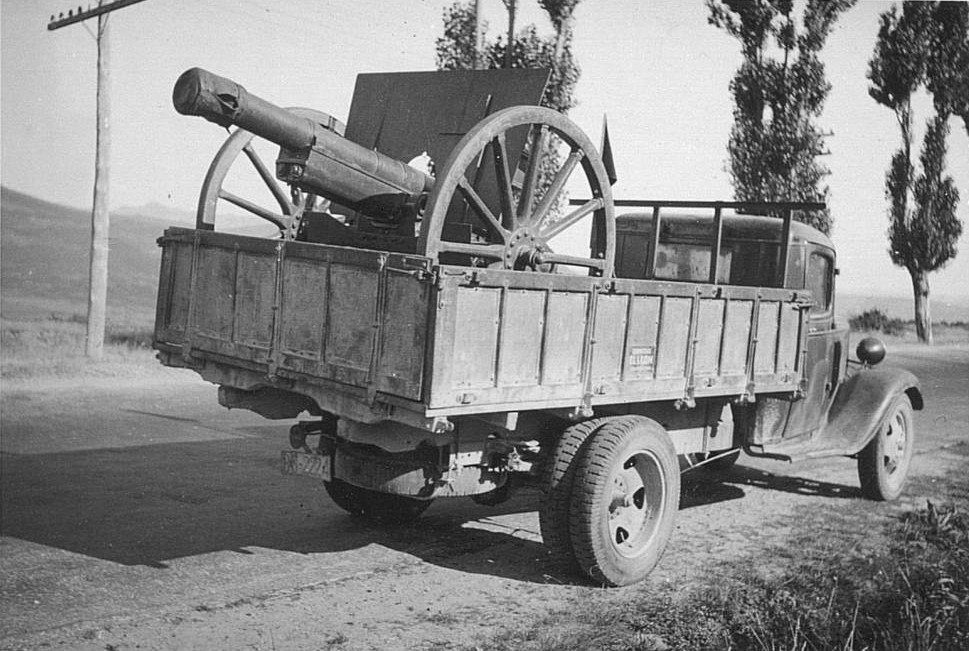
Transportado en camión durante la Guerra Civil.

Con la reforma Azaña, los cañones modelo 1906 pasaron a equipar uno de los dos regimientos de cada una de las ocho divisiones orgánicas, con dos grupos activos de tres baterías de cuatro piezas en cada regimiento, así como los tres grupos en el regimiento de artillería a caballo de la División de Caballería. Durante la Guerra Civil ambos bandos usaron los 1906s de los regimientos de sus zonas iniciales respectivas, y otros provenientes de parques de artillería. Debido a la inicial carencia de cañones antiaéreos en la zona sublevada, cierto número de piezas modelo 1906 fueron adaptadas para ese uso, articulando los muñones de la cuna en una cureña construida con viguetas de hierro que a su vez giraba alrededor de una base montada en una llanta de hierro. El modelo así modificado se apodó Pichi y consiguió más de un derribo de aviones enemigos. Tras acabar la guerra, el Ejército contaba con un total de 412 piezas del modelo 1906. Los cañones modelo 1906 siguieron equipando al Ejército español por un tiempo, siendo retirados cuando materiales más modernos de origen estadounidense fueron recibidos en la década de 1950. Algunas piezas del modelo 1906 se conservaron para fines ceremoniales, como las que todavía equipan a la batería de la Guardia Real.

## Descripción

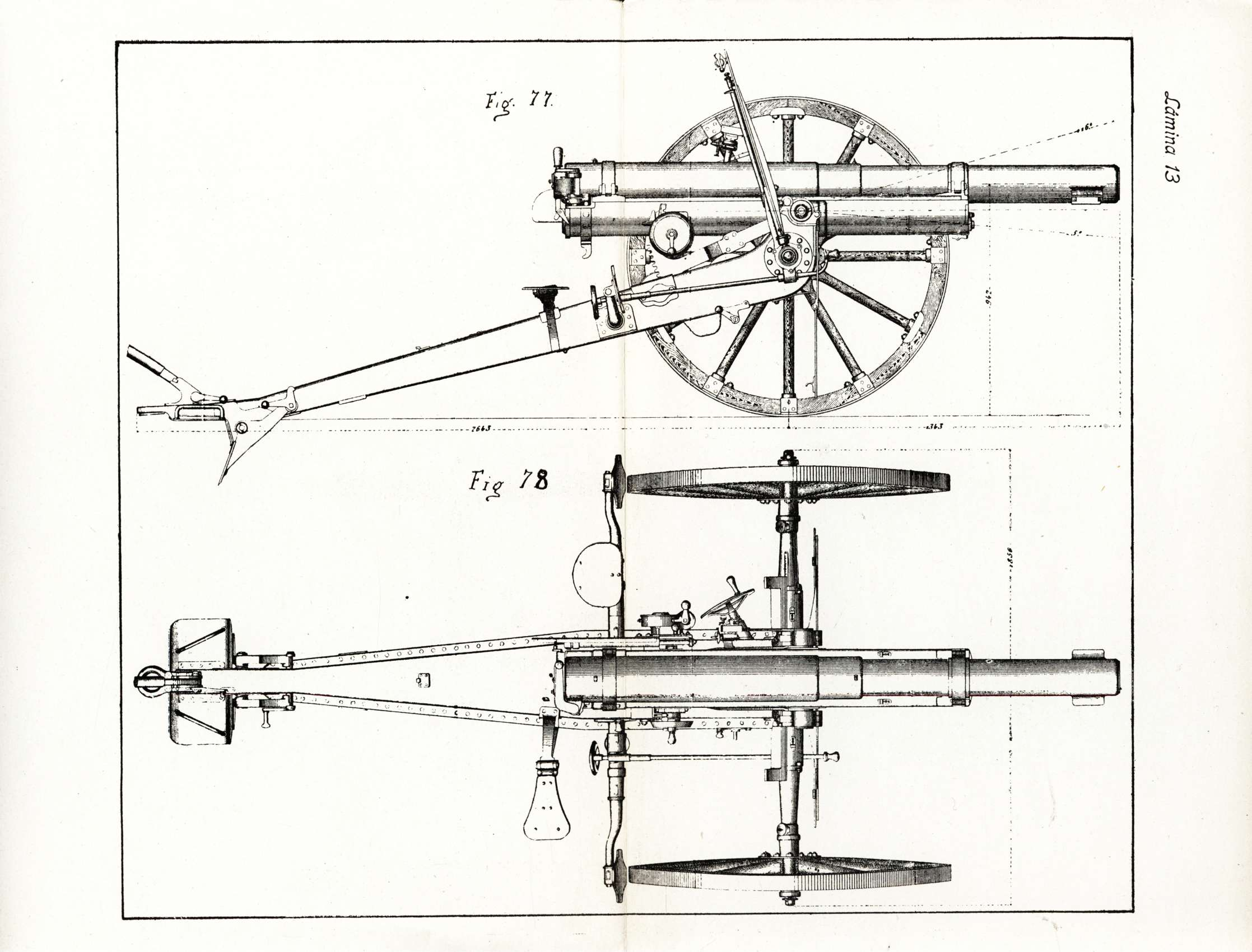

El modelo 1906 representaba cuando fue adquirido la más moderna tecnología de artillería de campaña de tiro rápido, inaugurada con el famoso canon de 75 mm modèle 1897 francés. El modelo 1906 era más ligero, contaba con un mecanismo de cierre distinto e incorporaba los últimos avances en facilidad de uso, protección y puntería. Durante los años previos a la adquisición de este material, la tecnología de la artillería de campaña avanzó sustancialmente en lo que refería a la rapidez de disparo. Uno de los avances más significativos fue la invención de las pólvoras sin humo, que no solo permitían mantener la observación del enemigo ininterrumpida entre disparo y disparo, sino también reducían la acumulación de depósitos en el tubo de los cañones, eliminando la necesidad de limpiar el tubo entre disparos. Otro avance fue la munición unitaria que incorporaba tanto la carga como el proyectil, usando un cartucho metálico que facilitaba cierres más sencillos de un solo movimiento de apertura o cierre, con el cartucho mismo ayudando a contener la presión de los gases. Otro fue el uso de mecanismos hidroneumáticos para absorber parte de la energía del retroceso y para suavizar la transferencia del momento lineal, mediante el desplazamiento del cañón y su trineo en una cuna, pudiendo retornar la pieza a su posición inicial, manteniendo la dirección de tiro después de que el primer disparo enterrara el arado y así eliminando la necesidad de tener que volver a apuntar. Eso también permitía montar los aparatos de puntería en la cuna, en vez de en el tubo, con menor perturbación tras el disparo, ambos permaneciendo alineados y facilitando el ajuste de puntería. Otros avances fueron el uso de aparatos de graduación automática de espoletas, métodos de obtención de puntería indirecta, la adicción de escudos a las piezas y el desarrollo de nuevos tipos de proyectiles, como los shrapnel y las granadas rompedoras.

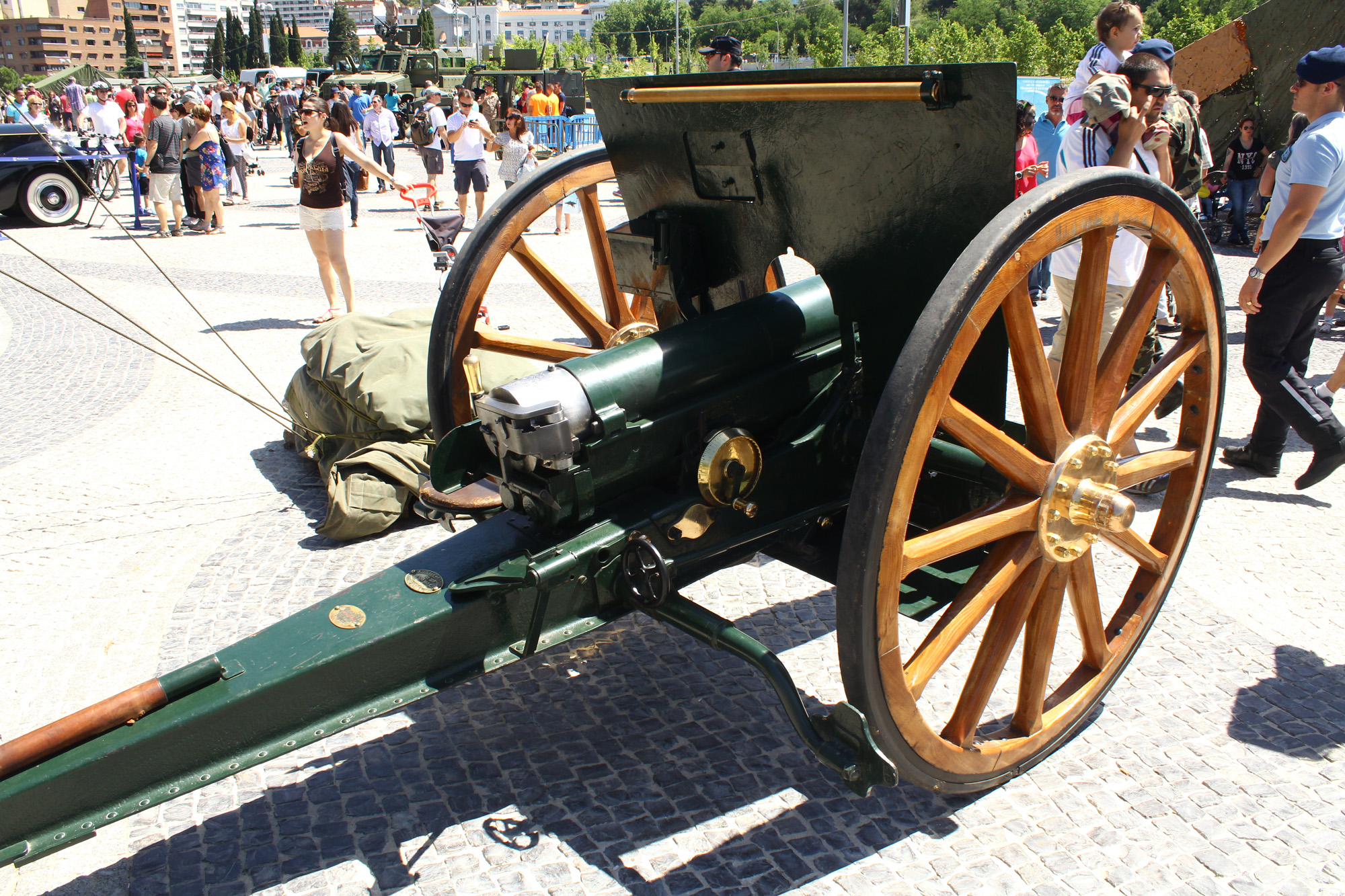
Vista posterior de la pieza. Los frenos en esta pieza están montados de manera opuesta a la forma en que estaban montados originalmente.

El nuevo material incorporaba un cañón de acero-níquel forjado y templado, con un tubo interior y dos manguitos, de caña y de culata, unidos por un zuncho. El ánima estaba rayada dextrosum con 30 rayas de paso progresivo, de 1° 20“ a 7°. El cierre era de sistema de tornillo con dos sectores lisos y dos roscados y se podía abrir o cerrar con un solo movimiento, expulsándose la vaina automáticamente al final del movimiento de apertura. El cañón estaba acoplado a un trineo de acero en la que se encontraban los cinco cilindros que constituían el freno y recuperador. El freno era hidráulico y el recuperador hidroneumático. El trineo se desplazaba sobre una cuna de acero cromo níquel, absorbiendo parte de la energía de retroceso y comunicando a la cuna el momento lineal de una manera más gradual. La cuna estaba articulada a la cureña, construida de chapa de acero, a la que estaba unida el arado que inmovilizaba la pieza. Acoplados a la cureña estaban también el escudo, de dos piezas, el eje de las ruedas, los frenos de las ruedas y asientos para el apuntador y otro servidor. Las ruedas eran de madera con eje, cubo y llanta de acero. La cuna podía desplazarse de -5° a 16° en altura sobre la cureña, y de -3° a 3° en el sector horizontal. El ángulo de tiro en altura podía extenderse emplazando la pieza en terreno en pendiente, como en la ladera de una colina.
El mecanismo de puntería estaba acoplado a la cuna, con control separado de los sistemas de elevación y de dirección. La puntería podía ser directa, con una escala graduada para la distancia, o indirecta, con la adición de un goniómetro para medir el ángulo de separación entre un punto de referencia y la dirección de tiro requerida. La puntería indirecta permitía disparar desde una posición más protegida, no visible por el enemigo.

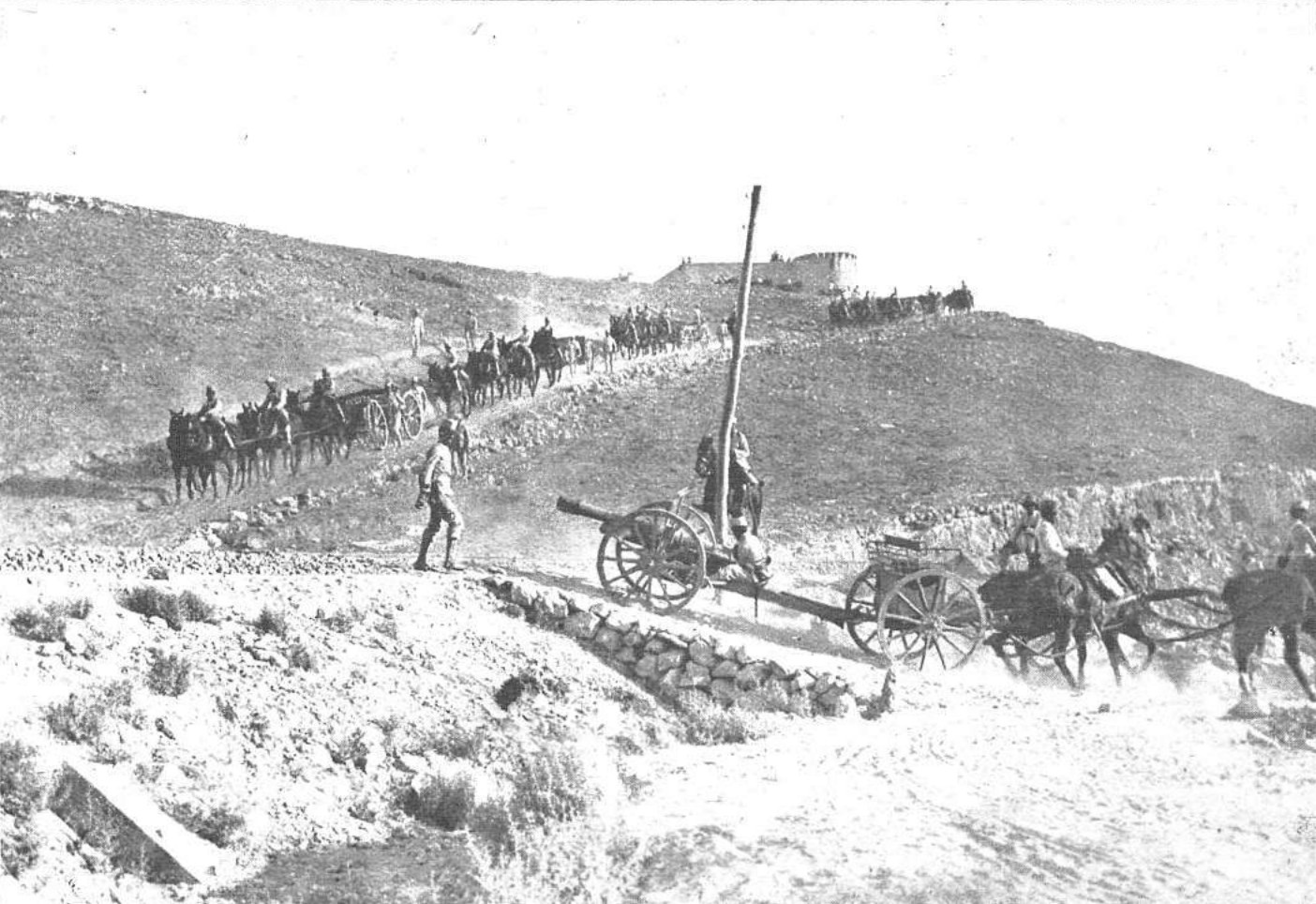
Practicando el transporte por terreno abrupto.

Inicialmente el transporte de la pieza se realizaba enganchando la pieza a un armón tirado por seis caballos; cada armón podía transportar 38 proyectiles. Adicionalmente, otro carro para munición con un armón similar y un retrotrén con otros 60 proyectiles estaba asignado también a cada pieza. El retrotrén podía ser de dos tipos: de granadas ordinarias y de metralla o de granadas rompedoras. El retrotrén estaba protegido en todos sus lados por chapa de acero. En el primer tipo incluía una caja de repuestos, cajas de espoletas, graduador de espoletas y bomba de inyección, en el de granadas rompedoras incluía cajas con cebos y estopines de repuesto y también con detonadores. Uno de los retrotrenes de cada batería estaba equipado con un observatorio protegido por un escudo que permitía al jefe de la batería observar al enemigo y dirigir el tiro de las piezas. Cada batería estaba equipada con cuatro piezas. En tiempo de paz, la plantilla de cada batería incluía cincuenta caballos de tiro y trece de monta, con cuatro caballos de tiro asignados al carro de munición de cada pieza, otros cuatro para cada uno de los dos carros de batería y dos más de reserva. En tiempo de guerra, cada batería debía recibir cuatro carros más de municiones, con todos los carros pasando a ser tirados por seis caballos en este caso, sumando un total de noventa caballos de tiro por batería, seis de ellos de reserva. El regimiento a caballo contaba con caballos de monta adicionales para que todos los hombres de la batería pudieran ir montados, ya en caballos de tiro o en caballos de monta.

### Munición
El trazado interior del modelo 1906 era el mismo del de las otras piezas de campaña españolas de 75 mm adquiridas en 1902, lo que permitía usar la misma munición en los cuatro modelos. El cañón podía disparar tres tipos distintos de proyectiles, todos de un peso de 6.5 kg: una granada ordinaria, una de metralla y otra rompedora. La de metralla, también llamada shrapnel, contenía trescientos balines de plomo que se liberaban con la explosión, a un retraso ajustable mediante una espoleta graduada, de una carga de pólvora en la parte posterior del proyectil. La granada rompedora contaba con una mayor cantidad de explosivo, usándose para atacar edificaciones y materiales enemigos.

### Listas relacionadas
- Anexo:Materiales históricos del Ejército de Tierra de España desde la posguerra